# Libanon op de Paralympische Zomerspelen 2020
Libanon was een van de landen die deelnam aan de Paralympische Zomerspelen 2020 in Tokio, Japan.

## Deelnemers en resultaten
(m) = mannen, (v) = vrouwen, (g) = gemengd 

### Atletiek

#### Baanonderdelen
| Atleet         | Onderdeel      | Series    | Series | Finale              | Finale              |
| Atleet         | Onderdeel      | Resultaat | Rang   | Resultaat           | Rang                |
| -------------- | -------------- | --------- | ------ | ------------------- | ------------------- |
| Arz Zahreddine | 200 m, T64 (m) | 0:24.44   | 9e     | Niet gekwalificeerd | Niet gekwalificeerd |

Afghanistan · 
Algerije · 
Amerikaanse Maagdeneilanden · 
Angola · 
Argentinië · 
Armenië · 
Aruba · 
Australië · 
Azerbeidzjan · 
Bahrein · 
Barbados · 
Belarus · 
België · 
Benin · 
Bermuda · 
Bosnië en Herzegovina · 
Botswana · 
Brazilië · 
Bulgarije · 
Burkina Faso · 
Burundi · 
Cambodja · 
Canada · 
Centraal-Afrikaanse Republiek · 
Chili · 
China · 
Chinees Taipei · 
Colombia · 
Congo-Brazzaville · 
Congo-Kinshasa · 
Costa Rica · 
Cuba · 
Cyprus · 
Denemarken · 
Dominicaanse Republiek · 
Duitsland · 
Ecuador · 
Egypte · 
El Salvador · 
Estland · 
Ethiopië · 
Faeröer · 
Fiji · 
Filipijnen · 
Finland · 
Frankrijk · 
Gabon · 
Gambia · 
Georgië · 
Ghana · 
Griekenland · 
Groot-Brittannië · 
Guatemala · 
Guinee · 
Guinee‑Bissau · 
Haïti · 
Honduras · 
Hongarije · 
Hongkong · 
Ierland · 
IJsland · 
India · 
Indonesië · 
Irak · 
Iran · 
Israël · 
Italië · 
Ivoorkust · 
Jamaica · 
Japan · 
Jordanië · 
Kaapverdië · 
Kameroen · 
Kazachstan · 
Kenia · 
Kirgizië · 
Koeweit · 
Kroatië · 
Laos · 
Lesotho · 
Letland · 
Libanon · 
Liberia · 
Libië · 
Litouwen · 
Luxemburg · 
Madagaskar · 
Maleisië · 
Mali · 
Malta · 
Marokko · 
Mauritius · 
Mexico · 
Moldavië · 
Mongolië · 
Montenegro · 
Mozambique · 
Namibië · 
Nederland · 
Nepal · 
Nicaragua · 
Nieuw-Zeeland · 
Niger · 
Nigeria · 
Noord-Macedonië · 
Noorwegen · 
Oeganda · 
Oekraïne · 
Oezbekistan · 
Oman · 
Oostenrijk · 
Pakistan · 
Palestina · 
Panama · 
Papoea-Nieuw-Guinea · 
Peru · 
Polen · 
Portugal · 
Puerto Rico · 
Qatar · 
Roemenië · 
Russisch Paralympisch Comité ·
Rwanda · 
Saint Vincent en Grenadines · 
Samoa · 
Saoedi-Arabië · 
Sao Tomé en Principe · 
Senegal · 
Servië · 
Seychellen · 
Sierra Leone · 
Singapore · 
Slovenië · 
Slowakije · 
Somalië · 
Spanje · 
Sri Lanka · 
Syrië · 
Tadzjikistan · 
Tanzania · 
Thailand · 
Togo · 
Tonga · 
Trinidad en Tobago · 
Tsjechië · 
Tunesië · 
Turkije · 
Turkmenistan · 
Uruguay · 
Venezuela · 
Verenigde Arabische Emiraten · 
Verenigde Staten · 
Vietnam · 
Zimbabwe · 
Zuid-Afrika · 
Zuid-Korea · 
Zweden · 
Zwitserland
Paralympisch Vluchtelingen Team